# جان وزلی
جان وزلی (انگلیسی: John Wesley؛ زاده ۲۸ ژوئن [سبک قدیمی: ۱۷ ژوئن] ۱۷۰۳ درگذشته ۲ مارس ۱۷۹۱) کشیش، نویسنده، و فیلسوف الهیات اهل بریتانیا بود.